# Sobralia piedadiae
Sobralia piedadiae är en orkidéart som beskrevs av Dodson. Sobralia piedadiae ingår i släktet Sobralia och familjen orkidéer. Inga underarter finns listade i Catalogue of Life.